# فيسنتي فلوريس
فيسنتي فلوريس هو لاعب كرة قدم فنزويلي، ولد في 7 فبراير 1955.